# Lavault-Sainte-Anne
 Lavault-Sainte-Anne  là một xã ở tỉnh Allier thuộc miền trung nước Pháp.